# Landespreis für Volkstheaterstücke
Der Landespreis für Volkstheaterstücke war ein vom Land Baden-Württemberg ausgelobter Preis für Autoren im Genre Volkstheater. Der dreijährlich vergebene Preis wurde 1978 bis 2011 verliehen. 2011 hat das Preisgeld insgesamt 12.500 Euro betragen. Erster Preis: (5.000 Euro), zweiter Preis: (3.500 Euro), zwei dritte Preise (je 1.500 Euro) und zwei Förderpreise (je 500 Euro).

## Ausschreibung
Der Preis wurde an Autoren aus dem gesamten deutschen Sprachraum vergeben, deren Stücke „Themen aus Brauchtum und Geschichte behandeln und heimatverbundene Unterhaltung zum Inhalt haben“. Die Stücke sollen „das Genre des Volkstheaters im öffentlichen Bewusstsein aufwerten und gleichzeitig Impulse für eine Fortentwicklung geben“. Es konnten selbstverfasste Stücke und eigenständige Bearbeitungen eingereicht werden, die in den letzten vier Jahren vor der Preisverleihung entstanden sind. Die Stücke können bereits aufgeführt worden sein, in den Bedingungen wurde allerdings vermerkt, „dass Stücke, die sich auf den Bühnen bereits durchgesetzt haben, nicht zusätzlich einer Prämierung durch den Landespreis bedürfen“.
2011 war die letztmalige Vergabe des Preises, er wurde 2013 durch den neu ausgelobten Landesamateurtheaterpreis Lamathea abgelöst.

## Preisträger
Die Aufzählung ist unvollständig.
- 1978[3]
  - 1. Preis: nicht vergeben
  - 2. Preis: Gerhard Jung, Lörrach
  - 3. Preis: Martin Schleker sen., Hayingen
  - 3. Preis: Martin Schleker jun., Pfronstetten
  - Belobigung: Willy Baur, Hechingen
- 1981
  - 1. Preis: Thomas Strittmatter für Viehjud Levi
  - 2. Preis: Jörg Ehni, Aichwald und Martin Selge, Esslingen
  - 3. Preis: Paul Sonnendrücker, Hoenheim-Ried/Elsass Martin Schleker jun., Pfronstetten
- 1984:
  - 1. Preis: Helmut Schulz, Hamburg
  - 2. Preis: Wolfgang Duffner, Brigachtal
  - 3. Preis: Georg HolzwarthTübingen
  - 4. Preis: Thomas Strittmatter für Der Polenweiher
- 1987:
  - 1. Preis: Klaus Hoggenmüller für Sack und Asche
  - 3. Preis: Gaby Burckhardt, Gaby Burckhardt, Rosemarie Tritschler, Walter Menzlaw, Wolfgang Scherieble (Chawwerusch-Theater) für Schmutziges Gold oder Alte Liebe rostet nicht
- 1990:
  - 1. Preis: Uwe Zellmer für Jerg Ratgeb, Maler
  - 1. Preis: Robert Schneider für Traum und Trauer des jungen H.
  - Förderpreis: Klaus Hoggenmüller für Mondenquarz
- 1993:
  - 1. Preis: Kerstin Specht für Der Flieger
  - 2. Preis: Uwe Zellmer und Bernhard Hurm für Nacht oder Tag oder Jetzt
  - 3. Preis: Wolfgang Scherieble für Die Bluttat auf der Esslinger Steig
  - Förderpreis: Gottlob Haag für Götz vo Berlichinge
- 1996:
  - 1. Preis: Wolfgang Maria Siegmund
  - 1. Preis: Franz Xaver Ott für Hoimetaberau
  - 1. Preis: Rudi Strahl
  - Förderpreis: Marliese Echner-Klingmann für Aus der Lisbeth ihrm Tagebuch – E Dorf em Kraichgau vun 1939 bis 1945
- 1999:
  - 1. Preis: Franz Xaver Ott für Die letzten Sautage
  - 2. Preis: Rudi Strahl
  - 3. Preis: Leonard Seidl für Schorsch
  - 3. Preis: Ali Jalaly für Barfuß Nackt Herz in der Hand
  - Förderpreis: Melanie Gieschen für Gnadenlos
- 2002:
  - 1. Preis: Susanne Hinkelbein für Berta und Marta oder die Schwierigkeiten mit dem hohen G
  - 1. Preis: Kerstin Specht für Marieluise. Ein Bericht
- 2005:[4]
  - 1. Preis: Ralf-Günter Krolkiewicz für Herbertshof – 20 Szenen und ein altes Lied
  - 2. Preis: Susanne Hinkelbein für Waidmannsheil!
  - 3. Preis: Claudius Lünstedt für Musst boxen
  - 3. Preis: Gabriele Kögl für Für immer in Deutschland bleiben
  - Förderpreis: Hans-Peter Schmid für Der Mond ist aufgegangen
- 2008:[5]
  - 1. Preis: Gabriele Kögl für Fressen, Kaufen, Gassi gehen oder die Treue hat einen Hund
  - 2. Preis: Doris Claudia Mandel für Der Fall Stadler
  - 3. Preis: Anne Jelena Schulte für Antoniusfeuer
  - 3. Preis: Simon X. Rost für Der fliegende Mönch
- 2011:[6]
  - 1. Preis: Gabriele Kögl für Höllenkinder
  - 2. Preis: Oliver Bukowski für Kritische Masse
  - 3. Preis: Adelheid Bräu für Hinter der Zeit